# Грінвілл (Нью-Гемпшир)
Грінвілл (англ. Greenville) — місто (англ. town) в США, в окрузі Гіллсборо штату Нью-Гемпшир. Населення — 1974 особи (2020).

## Демографія
Згідно з переписом 2010 року, у місті мешкало 2105 осіб у 861 домогосподарстві у складі 537 родин. Було 933 помешкання
Расовий склад населення:
| - 97,0 % — білих - 0,6 % — чорних або афроамериканців - 0,5 % — корінних американців - 0,2 % — вихідців з тихоокеанських островів - 0,1 % — азіатів |

До двох чи більше рас належало 1,4 %. Частка іспаномовних становила 2,2 % від усіх жителів.
За віковим діапазоном населення розподілялося таким чином: 23,2 % — особи молодші 18 років, 64,2 % — особи у віці 18—64 років, 12,6 % — особи у віці 65 років та старші. Медіана віку мешканця становила 41,6 року. На 100 осіб жіночої статі у місті припадало 98,6 чоловіків;  на 100 жінок у віці від 18 років та старших — 96,7 чоловіків також старших 18 років.
Середній дохід на одне домашнє господарство  становив 68 540 доларів США (медіана — 57 667), а середній дохід на одну сім'ю — 79 228 доларів (медіана — 71 583). Медіана доходів становила 52 386 доларів для чоловіків та 36 985 доларів для жінок. За межею бідності перебувало 6,3 % осіб, у тому числі 2,5 % дітей у віці до 18 років та 2,5 % осіб у віці 65 років та старших.
Цивільне працевлаштоване населення становило 1028 осіб. Основні галузі зайнятості: виробництво — 22,4 %, освіта, охорона здоров'я та соціальна допомога — 18,2 %, мистецтво, розваги та відпочинок — 13,4 %, науковці, спеціалісти, менеджери — 11,0 %.